# Reichwaldsche Mühle

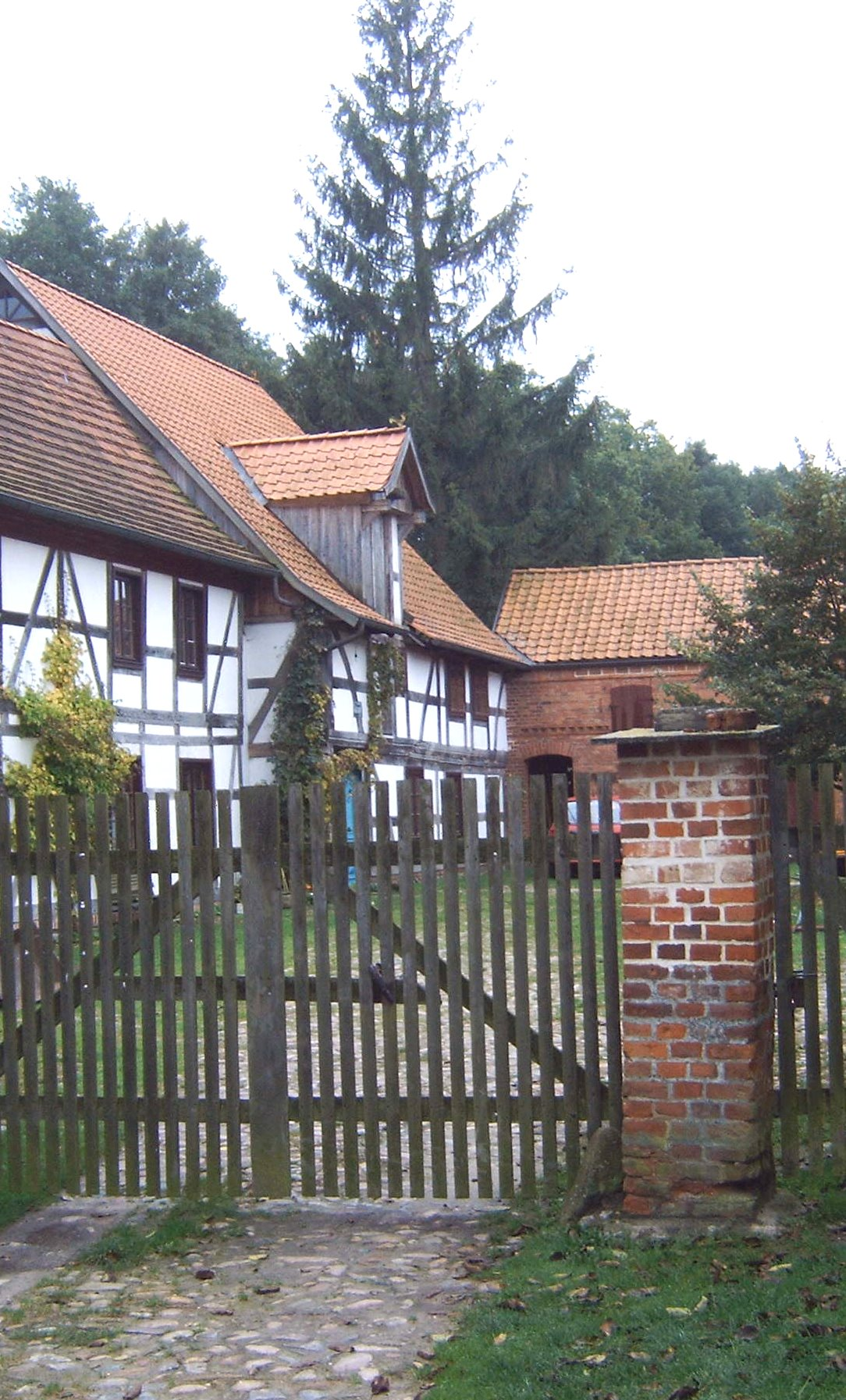
Eingang zum Mühlengehöft, 2007

 Die Reichwaldsche Mühle ist eine unter Denkmalschutz stehende Wassermühle in Wiepke in Sachsen-Anhalt.

## Geographische Lage
Die Wassermühle liegt am westlichen Ortsrand des Dorfes Wiepke am Wiepker Bach. Der Bach entspringt weiter westlich im Quellmoor Elf Quellen in den Hellbergen. Ursprünglich bestanden in Wiepke bachabwärts noch zwei weitere Wassermühlen, die jedoch nicht erhalten sind.

## Geschichte
Die Existenz von Mühlen in Wiepke ist urkundlich erstmals für das Jahr 1472 belegt. In einem Lehnsbrief des Kurfürsten Albrecht Achilles von Brandenburg vom 11. Januar dieses Jahres werden auch die Mühlen erwähnt.
Die heute noch bestehende Reichwaldsche Mühle besteht zumindest seit dem 17. Jahrhundert. Im Kirchenbuch von 1688 wird die Mühle als die Baum-Mühle bezeichnet. Müllermeister war in dieser Zeit ein Meister Gercke. Er war zugleich auch Kirchenältester. Mit seiner Frau Anna hatte er acht Kinder.
Auf dieses Ehepaar geht die Inschrift am Wassereinlauf ANNA REINICKENMJOHANN JOCHIMGERCKE ANNO 1693 zurück.
In den 1930er Jahren entstand am Oberlauf des die Mühle antreibenden Wiepker Bachs ein Wasserwerk. Seitdem ging die bei der Mühle noch ankommende Wassermenge zurück. Letzter Müller war Richard Reichwald. Er ging Anfang der 1960er Jahre in den Ruhestand und gab den Betrieb der Mühle auf. Ein Nachfolger zum Weiterbetrieb des Mühlbetriebes fand sich nicht mehr. Neben dem Problem der zu geringen Wasserführung des Bachs fehlte es der Mühle auch an Aufträgen. Im Zuge der Kollektivierung der Landwirtschaft in der DDR wurde von der Landbevölkerung kein Getreide mehr für den Eigenbedarf angebaut. Die Mühle verfiel, ein Abriss der Anlage drohte, auch wenn 1978 die Mühle unter staatlichen Denkmalschutz gestellt wurde.
1986, nach dem Tod der Witwe des letzten Müllers, erwarb Friedrich-Wilhelm Gille die Mühle zu Wohnzwecken und bemühte sich um den Erhalt der Anlage. 1987 begannen die Arbeiten. Bedingt durch die Knappheit an Baumaterialien in der DDR-Wirtschaft griff man von Anfang an auf Selbsthilfe und althergebrachte und somit denkmalgerechte Baumaterialien und -methoden zurück. Ab 1988 wurde das Sandsteingerinne der Wasserzuführung sowie die Gebäude rekonstruiert. Nach der politischen Wende des Jahres 1989 und der deutschen Wiedervereinigung ergaben sich neue Fördermöglichkeiten die den dauerhaften Erfolg der Bemühungen um den Erhalt der Mühle sicherten.
1993 nahm die zu diesem Zeitpunkt noch nicht wieder bewohnte und funktionsuntüchtige Mühle erstmals am Mühlenfest Sachsen-Anhalts teil. Es kamen 300 Besucher, 1994 bereits 1000 Besucher, 1995 mehr als 2000. Resultierend aus dem großen Zuspruch wurde am 10. September 1995 von 22 Interessierten der Mühlenverein gegründet. 10 Jahre später zählte der Verein 70 Mitglieder.
Im Jahr 1997 wurde das Mühlengehöft in die Denkmalliste des Landes Sachsen-Anhalt aufgenommen. Im gleichen Jahr war die Mühle nach mehr als 30 Jahren erstmals wieder in Betrieb.

## Anlage

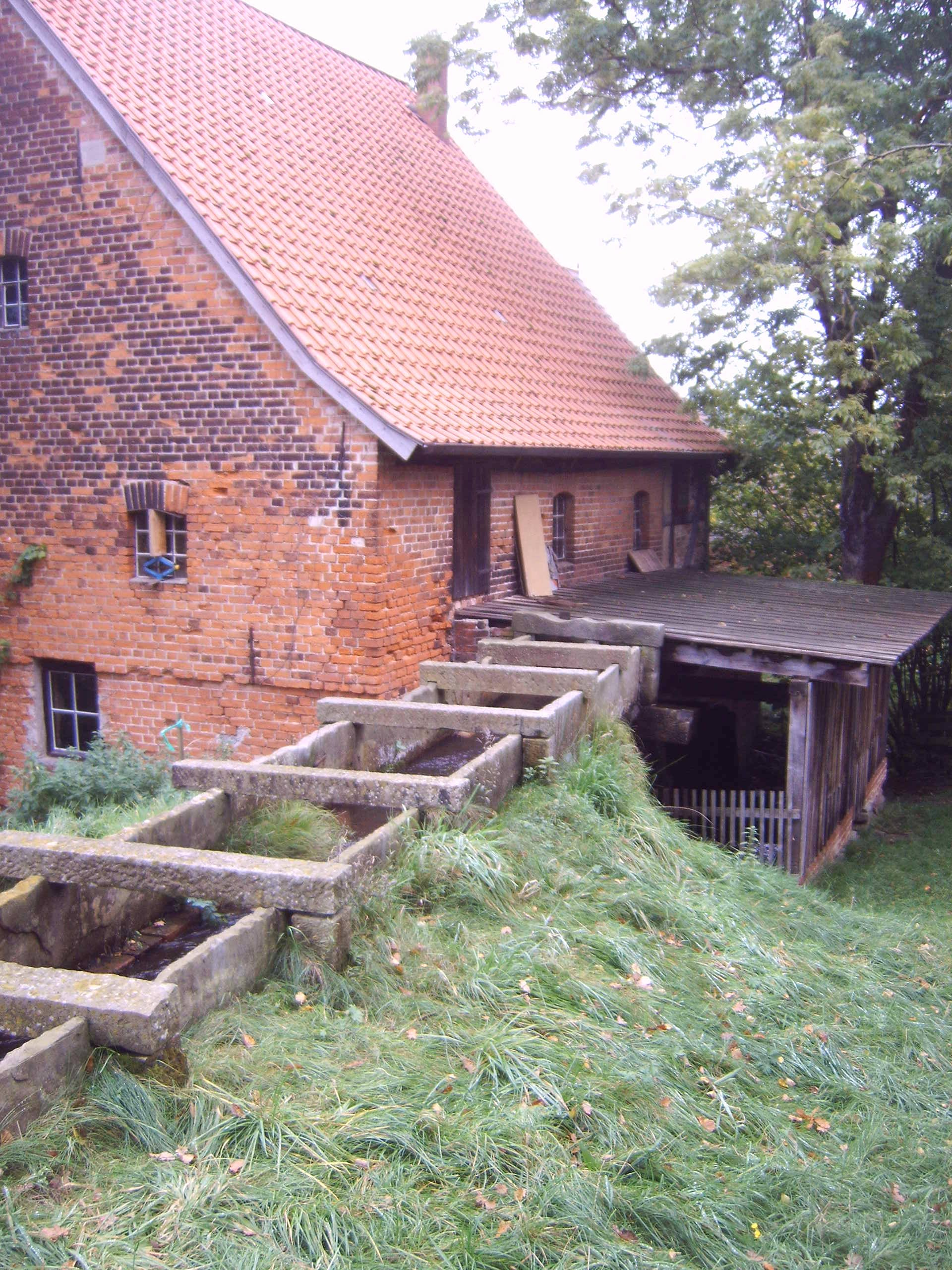
Wasserzuführung zum Mühlengebäude

Die Mühle bildet ein Mühlengehöft. Das Mühlengebäude entstand um das Jahr 1680. Es wurde in Fachwerkbauweise aus Eichenholz errichtet.
Das Wohnhaus entstand in gleicher Bauweise im Jahr 1722. Zwischen 1988 und 1996 wurde das Gebäudeensemble grundlegend saniert und rekonstruiert.
Der Bau der Scheune erfolgte 1874 in Lehmstampfbauweise. Es ist das größte Gebäude dieser Bauart in der Region.
Die Mühlentechnik ist seit der Mitte des 19. Jahrhunderts praktisch unverändert. Angetrieben wird die Mühle durch ein oberschlächtiges Wasserrad. Das Wasserrad und die aus Eichenholz gefertigte Antriebswelle wurden 1996 neu angefertigt.
Es bestehen drei Mahl-/Schrotgänge mit Sand- bzw. Quarzitsteinen. 1890 war der Einbau eines Wetzig-Walzenstuhles erfolgt. Einer der Schrotgänge wurde 1997 wieder in einen funktionstüchtigen Zustand gebracht. Gemäß der ursprünglichen Bauweise kam ein hölzernes Halslager zur Anwendung.
Im Dachgeschoss des Mühlengebäudes befindet sich neben dem Mehlbunker ein Sechskantsichter sowie ein Sackaufzug und Transmissionswellen. Der Spitzboden beherbergt Vorsichter und Reinigung. Die verschiedenen Etagen der Mühle sind über Elevatoren verbunden.
Die Wassermühle ist heute als technische Schauanlage in Betrieb. Da die zurückgegangene Wasserkraft des Baches jedoch nicht für einen effektiven Antrieb der Mühle reicht, musste im Dachgeschoss ein Elektromotor als zusätzlicher Antrieb geschaffen werden.